# شعار طاجيكستان
شعار طاجيكستان الحالي تمّ اعتماده رسميًا في 1993 كبديل للشعار الذي فرضه الاتحاد السوفيتي عام 1991. كان طاجيكستان حتى عام 1992 شعار مشابه لجميع الجمهوريات السوفيتية الأخرى.

## المعرض

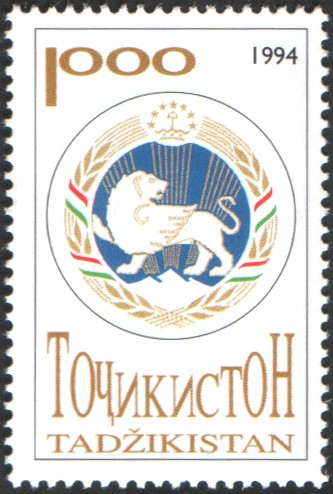
أول شعار لطاجيكستان على طابع بريدي عام 1994
شعار جمهورية طاجيكستان الاشتراكية السوفيتية (1924–1929)
شعار جمهورية طاجيكستان الاشتراكية السوفيتية (04.1929–24 فبراير1931)
شعار جمهورية طاجيكستان الاشتراكية السوفيتية (1936–1937)
شعار جمهورية طاجيكستان الاشتراكية السوفيتية (1940–1992)
شعار جمهورية طاجيكستان (1992–1993)